# Navidar
Navidar es un disco de música navideña y cristiana católica lanzado para la Navidad 2006. Aunque se encuentra dentro de la discografía de Martín Valverde, varios intérpretes católicos participan en este.

## Martín Valverde cuenta la historia de Navidar
Ya lo dijo Salomón, no hay nada nuevo debajo del sol, y la idea de ‘Navidar’ no era nueva, de hecho ya habíamos comentado varias veces (varias navidades para ser exacto) con el equipo y con la familia sobre el deseo de producir un CD con algo más que canciones de Navidad, que tuviera el verdadero Espíritu de la Navidad, que de base es el mismo Jesús. (Juan 3,16)”.
“Mi primera canción sobre la navidad la compuse en 1981, el mismo año de mi conversión, y era radical, había descubierto hacía unos meses el por qué de todo, y lo superficial que el sistema hace las cosas, aún las más profundas como el nacimiento del único Hijo de Dios. La canté en un pequeño encuentro de jóvenes con motivo de La Navidad, y la guardé pues la usaba a lo sumo una vez por año y a veces. De todas formas al tener mi encuentro con Cristo lo tuve también con la razón de todas los tiempos litúrgicos de la Iglesia, y esta época siempre fue mi favorita del año desde niño y hasta hoy; más ahora sabiendo cuanto me había amado Dios que me regaló la navidad para celebrarlo, esto me hacía vivirla con mucha antelación, desde la misma vivencia del Adviento junto con toda la Iglesia, pues ahora no solo celebraba el día 25, celebraba su nacimiento y el ser parte de la espera real de su segunda venida. Era muy simple, Dios me había hecho volver a nacer y eso era parte de mi Navidad hoy y siempre. Dos momentos le agregarían el toque final a esta época maravillosa, el primero en 1985 y ya viviendo en México, cuando participé en una de sus famosas (y totalmente nuevas para mí) pastorelas o montajes de teatro para Navidad, el grupo con el que lo hacía era un grupo de jóvenes expandilleros y algunos en proceso de rehabilitación de las drogas, para los cuales era sin duda su primer y total Navidad con Dios. Para esta presentación Dios me llevó a componer una canción simple, muy villancico, muy mexicana, ‘Ya Nació’, hoy es más que majestuoso el volverla a escuchar cantada pero ahora con todos los ‘Navienredados’ que hacemos parte de esta producción generosa de Navidad.” 
“Y el segundo momento sin duda fue la llegada de mis hijos, con cada uno de los niños de casa se perpetúa el sentimiento de la Navidad y la sabiduría del verdadero regalo, ves ya no solo al niño, si no a María, Su Madre, y a San José, y comienzas a entender que la Providencia es el color de la Navidad, como lo viven todos los padres, creyentes o no. PERO AUN ASI...no nos daba para hacer un álbum de Navidad, pues exigía total concentración y suficiente anticipación para hacerlo bien, además era más fácil incluir una canción de navidad en un CD normal que hacer toda una producción con el tema de por lo menos doce canciones.” 
“Todo estaba en pausa, hasta que hace ya dos años (2004), mi hermano y amigo en la música y en la fe, Kiki Troia, compositor y arreglista argentino de varios cantantes católicos de Hispanoamérica, mientras hacíamos la preparación de ‘Diosenchufado’ me insistió en el tema y además me dijo que él se echaba ‘ese trompo a la uña’. Total no era la primera vez que descubríamos que siempre es mejor trabajar en Iglesia que esperar pescarlo todo con tu barca y esta era una buena ocasión y motivo.” 
“Unimos fuerzas, Kiki con su música, Dynamis con su convocatoria, y cada uno de los invitados de la RED con su increíble y generosa expresión de amor y de fe hecha canción. Fue como pintar un avión con un pequeño pincel, toma tiempo, y muchas retocadas pero fue saliendo, primero por el talento de Kiki y cada uno de los convocados, y además aprovechando la increíble época de medios de comunicación cibernética en la que vivimos hoy, (hay que hacer que sirva para algo bueno, ¿o no?) Navidar es la viva prueba musical de que no hay que tener el último o de consola de sonido, ni el mejor estudio, ni la mejor disquera detrás de ti, para hacer una buena producción”.

## Temas e intérpretes
- Obertura de Navidad / Instrumental (Kiki Troia)
- No es un tiempo / Reflexión (Martín Valverde)
- ¿Para ellos también? (Martín Valverde)
- No hay Navidad sin Jesús (Luis Enrique Ascoy)
- Se busca un pesebre / Reflexión (Martín Valverde)
- Ven y nace (Rafael Duarte)
- É Natal/Es Navidad (Adriana)
- Otra versión de la Historia (Patricia y Ana Lucía Vlieg)
- Dios te ama… ¡Feliz Navidad! / Reflexión (Martín Valverde)
- Siempre habrá Navidad (Alexis Jiménez)
- El regado que no se puede envolver / Reflexión (Martín Valverde)
- Ha llegado Navidad (Marco López)
- Nada a perder/ Nada que perder (Ziza Fernandes)
- No puedo ser igual – Niño Jesús (Eduardo Ortíz Tirado)
- Dios ha nacido / Reflexión (Martín Valverde)
- Villancico del pesebre (Migueli)
- O buon Gesú/ Oh, buen Jesús (Giorgio Guizzi)
- Blanca y pequeña (Sara Torres)
- La canción del carpintero (Daniel Poli)
- Olor a Navidad (Mónica Arroyo)
- Ya nació (Martín Valverde)
- Bienaventuranzas navideñas / Reflexión (Martín Valverde)
- Noche de paz / Instrumental (Kiki Troia)

## Justificación del nombre Navidar
El término Navidar, tiene una razón de ser, no es un error ortográfico ni nada parecido. Martín Valverde justifica el nombre de esta manera: "Porque hay más alegría en dar que en recibir, y todos los que cantamos acá lo hacemos dando con el corazón".

## Curiosidades
- Ya nació, tema interpretado por todos los cantantes, fue compuesto desde 1985 por Martín Valverde, por lo que tuvo que aguantar 20 años para ser grabado “oficialmente”.
- Varios discos de Martín Valverde reúnen a distintos cantantes, pero este es el que tiene mayor variedad de intérpretes.
- Navidad con Vástago, disco navideño cristiano del año 2008, es muy parecido a esta producción.
- El disco incluye 23 temas los cuales 6 son reflexiones, 2 instrumentales, dos en portugués y uno en italiano.
- La reflexión Se busca un pesebre hace referencia al tema de Martín Valverde Bella Dama “Ese mismo niño, hijo de la Bella Dama y del Espíritu”.
- El tema 14 es una especie de potpurrí, ya que son fragmentos de dos temas: No puedo ser igual y Niño Jesús.
- En el tema No hay Navidad sin Jesús se hace referencia a El Grinch y a Cuento de Navidad, cuentos clásicos navideños.
- No hay Navidad sin Jesús, hace referencia también a Harry Potter.
- Ven y Nace, es el único tema que menciona a Jesús como Cristo, los demás lo mencionan como Jesús o Niño Jesús.
- Martín Valverde interpreta solo dos temas: ¿Para ellos también? y Ya nació, pero es quien da la voz a las seis reflexiones del disco: No es tiempo, Se busca un pesebre, Dios te ama… ¡Feliz Navidad!, El regalo que no se puede envolver, Dios ha Nacido y Bienaventuranzas Navideñas.
- Noche de Paz es el único villancico tradicional que se muestra en el disco. Los demás son temas inéditos.
- La canción del carpintero hace referencia a las Parábolas de Jesús.